# Manuel Lisandro Barillas Bercián
Manuel Lisandro Barillas Bercián (Quetzaltenango, 17 de janeiro de 1845 – Cidade do México, 15 de março de 1907) foi Presidente da Guatemala de 6 de abril de 1885 a 15 de março de 1892.

## Governo
Barillas Bercián tornou-se presidente interino da Guatemala após a morte do presidente Justo Rufino Barrios na batalha de Chalchuapa, em El Salvador, em abril de 1885, por meio de um ardiloso golpe: foi ao Cemitério Geral quando Barrios estava sendo sepultado e disse ao Presidente do Congresso: "por favor, prepare alojamento e alimentação para os 5 000 soldados que tenho à espera de minhas ordens em Mixco". O presidente do congresso ficou assustado com isso e declarou Barillas presidente interino na hora. Quando percebeu que era tudo mentira, era tarde demais para mudar alguma coisa.
Em vez de convocar eleições, como deveria, Barillas Bercián foi declarado presidente em 16 de março de 1886 e permaneceu no cargo até 1892.

### Eleições presidenciais de 1892
O general José María Reyna Barrios, sobrinho do ex-presidente Justo Rufino Barrios, voltou à Guatemala a tempo de se candidatar nas eleições presidenciais de 1892, depois que Barillas o expulsou alguns anos antes. Foi a primeira eleição na Guatemala que permitiu aos candidatos fazer propaganda nos jornais locais. Reyna foi eleito presidente.

## Depois do governo
Barillas permaneceu na Guatemala ocupado com suas propriedades durante o governo de Reyna Barrios - ele era dono da finca "La Aurora" perto da Cidade da Guatemala - mas quando Reyna foi assassinado em 1898 após sua tentativa de estender seu mandato, Barillas teve que ir para o exílio em O México, como novo presidente, Manuel Estrada Cabrera, era seu inimigo pessoal. No México, Barillas esteve envolvido em várias conspirações para assumir o governo da Guatemala.

## Morte
Barillas Bercián foi assassinado na Cidade do México  em 1907 por dois assassinos enviados para matá-lo pelo presidente Manuel Estrada Cabrera, que havia perdido a paciência com as constantes conspirações lideradas por Barillas durante o exílio no México. Os dois assassinos eram da guarda pessoal de Estrada Cabrera e nunca pensaram que poderiam ser processados por este crime, pois estavam acostumados a cometer crimes sob total impunidade na Guatemala. Depois de capturados, eles foram interrogados e confessaram que dois altos funcionários do governo da Guatemala os enviaram ao México para matar Barillas.

## Retratos

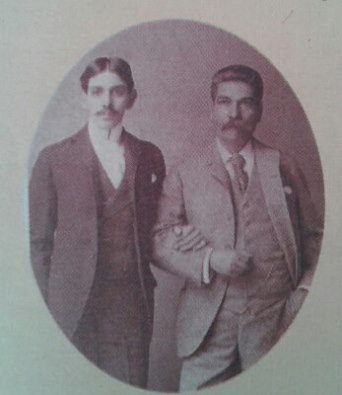
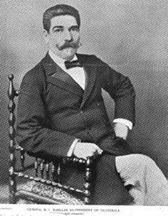